# Morti nel 1285
| Questa pagina contiene informazioni ricavate automaticamente dalle voci biografiche con l'ausilio del template Bio e di un bot. L'aggiornamento è periodico e automatico e ricostruisce completamente la pagina. Se manca una persona in questa lista, sei pregato di non aggiungerla, ma accertati piuttosto che la sua voce biografica contenga il template Bio e che i dati anagrafici siano correttamente compilati. Se il template Bio manca, inseriscilo tu stesso o, in alternativa, metti l'avviso {{tmp\|Bio}} che ne segnala la mancanza. Se i dati riportati sono sbagliati, correggi direttamente la voce biografica; le modifiche saranno visibili in questa lista entro pochi giorni. Per chiarimenti vedi il progetto biografie. La lista contiene solo le 28 persone che sono citate nell'enciclopedia e per le quali è stato implementato correttamente il template Bio. Pagina aggiornata al 2 apr 2025. |

- 7 gennaio - Carlo I d'Angiò, sovrano francese (n. 1226)
- 8 febbraio - Teodorico di Landsberg, nobile tedesco (n. 1242)
- 28 marzo - Papa Martino IV, papa e cardinale francese
- 13 maggio - Robert de Ros, I barone de Ros, nobile inglese (n. 1213)
- 20 maggio - Giovanni I di Cipro, sovrano cipriota
- 19 giugno - Yekuno Amlak, imperatore etiope
- 7 luglio - Tile Kolup
- 28 luglio - Keran di Lampron, regina armena
- 30 luglio - Giovanni I di Sassonia-Lauenburg, duca (n. 1249)
- 15 agosto - Filippo I di Savoia, conte (n. 1207)
- 23 agosto - Filippo Benizi, presbitero italiano (n. 1233)
- 9 settembre - Cunegonda di Slavonia, regina (n. 1245)
- 5 ottobre - Filippo III di Francia, re francese (n. 1245)
- 11 novembre - Pietro III d'Aragona, re (n. 1239)
- 21 dicembre - Ordoño Álvarez, cardinale spagnolo
- Agostino di Dacia, religioso danese
- Paolo di Segni, vescovo cattolico e nobile italiano
- Cristiano III di Oldenburg, nobile tedesco
- Meliore di Jacopo, pittore italiano
- Ottone III di Weimar-Orlamünde, nobile tedesco (n. 1244)
- Ruggero II Sanseverino, nobile e condottiero italiano (n. 1237)
- Teodora di Trebisonda (n. 1253)
- Peretz ben Elijah, rabbino francese
- Gerardo VI d'Armagnac, nobile francese
- Maria di Coucy, regina (n. 1218)
- João de Lobeira, trovatore portoghese
- Giovanni del Galles, francescano, filosofo e teologo gallese
- Catalano dei Malavolti, religioso italiano